# Robert Abbe
Robert Abbe (n.13 aprilie 1851 - d. 7 martie 1928) a fost chirurg și radiolog american. 

## Viața
Robert Abbe s-a născut la New York. Tatăl său, George Waldo Abbe, a fost om de afaceri, filantrop și lider spiritual în cadrul Bisericii Baptiste. Mama sa, Charlotte Colgate Abbe, a fost fiica lui Bowles Colgate, fondatorul companiei Colgate.
Robert a mai avut patru frați mai mari și două surori mai mici. Și ceilalți frați au ajuns oameni de știință, cu excepția unuia care a murit în lupta de la Gettysburg. Astfel, cel mai celebru dintre frații săi a fost Cleveland Abbe (1838 - 1916) care a devenit un mare meteorolog ce a adus contribuții remarcabile în cadrul serviciului național meteorologic. Ceilalți doi frați au fost: Walter, chimist, și Charles, inventator.
Robert Abbe urmează colegiul The College of the City din New York, iar după absolvire, rămâne acolo ca profesor de desen, geometrie și engleză, dar numai pentru un timp căci își continuă studiile la Columbia University din New York în domeniul medicinei.

## Activitatea
Abbe a fost un chirurg strălucit cu contribuții de pionierat, dezvoltând noi tehnici în chirurgia plastică facială, care și astăzi sunt valabile.
În 1904 vizitează laboratoarele din Paris ale lui Marie și Pierre Curie după ce purtase o intensă corespondență în domeniul radioactivității. Reîntors în SUA, Abbe experimentează aplicarea acestei descoperiri științifice la tratamentul cancerului. Cercetările sunt încununate cu succes iar Abbe devine fondatorul tratamentului radioactiv în domeniul oncologic.
Din păcate, în acea epocă nu se cunoșteau riscurile expunerii la radiații. Acestea i-au cauzat marelui savant o formă deosebită de anemie datorită căreia s-a stins din viață.